# LMBR1L
LMBR1L (англ. Limb development membrane protein 1 like) – білок, який кодується однойменним геном, розташованим у людей на короткому плечі 12-ї хромосоми. Довжина поліпептидного ланцюга білка становить 489 амінокислот, а молекулярна маса — 55 209.
| 10         |  | 20         |  | 30         |  | 40         |  | 50         |
| ---------- |  | ---------- |  | ---------- |  | ---------- |  | ---------- |
| MEAPDYEVLS |  | VREQLFHERI |  | RECIISTLLF |  | ATLYILCHIF |  | LTRFKKPAEF |
| TTVDDEDATV |  | NKIALELCTF |  | TLAIALGAVL |  | LLPFSIISNE |  | VLLSLPRNYY |
| IQWLNGSLIH |  | GLWNLVFLFS |  | NLSLIFLMPF |  | AYFFTESEGF |  | AGSRKGVLGR |
| VYETVVMLML |  | LTLLVLGMVW |  | VASAIVDKNK |  | ANRESLYDFW |  | EYYLPYLYSC |
| ISFLGVLLLL |  | VCTPLGLARM |  | FSVTGKLLVK |  | PRLLEDLEEQ |  | LYCSAFEEAA |
| LTRRICNPTS |  | CWLPLDMELL |  | HRQVLALQTQ |  | RVLLEKRRKA |  | SAWQRNLGYP |
| LAMLCLLVLT |  | GLSVLIVAIH |  | ILELLIDEAA |  | MPRGMQGTSL |  | GQVSFSKLGS |
| FGAVIQVVLI |  | FYLMVSSVVG |  | FYSSPLFRSL |  | RPRWHDTAMT |  | QIIGNCVCLL |
| VLSSALPVFS |  | RTLGLTRFDL |  | LGDFGRFNWL |  | GNFYIVFLYN |  | AAFAGLTTLC |
| LVKTFTAAVR |  | AELIRAFGLD |  | RLPLPVSGFP |  | QASRKTQHQ  |  |            |

A: Аланін

C: Цистеїн

D: Аспарагінова кислота

E: Глутамінова кислота

F: Фенілаланін

G: Гліцин

H: Гістидин

I: Ізолейцин

K: Лізин

L: Лейцин

M: Метіонін

N: Аспарагін

P: Пролін

Q: Глутамін

R: Аргінін

S: Серин

T: Треонін

V: Валін

W: Триптофан

Кодований геном білок за функцією належить до рецепторів. 
Задіяний у таких біологічних процесах, як ендоцитоз, альтернативний сплайсинг. 
Локалізований у клітинній мембрані, мембрані.